# Einar Englund
Sven Einar Englund (Ljugarn 17 juni 1916 – Visby, 27 juni 1999) was een Fins componist. Hij werd echter geboren en stierf op het Zweedse eiland Gotland.
Englund trouwde twee keer, in 1941 met Meri Mirjam Gyllenbögel, die in 1956 overleed. Vervolgens hertrouwde hij met zangeres Maynie Sirén. Dochters Sorella Englund en Irina Milan uit het eerste huwelijk werden ballerina en choreografe respectievelijk zangeres. Einars broers Kaj Englund (1905-1976) en Dag Englund (1906-1979) waren architect. 
Ondanks zijn Zweedse achtergrond startte zijn muziekopleiding aan de Sibeliusacademie, destijds nog het Conservatorium van Helsinki, Finlands hoofdstad. Hij kon al redelijk piano spelen maar kreeg verdere opleiding van Martti Paavola en Ernst Linko. Compositieleer kreeg hij van Bengt Carlson en Selim Palmgren. Na zijn studie moest hij de militaire dienst in en moest daarom meevechten in de Vervolgoorlog tussen Finland en de Sovjet-Unie. Finland was toen nog “bondgenoot uit nood” met Nazi-Duitsland tegen die Sovjet-Unie. Hij verwondde daarin zijn hand, waardoor een loopbaan als concertpianist er niet meer in zat.
Englund brak door met zijn Symfonie nr. 1 uit 1947, dat de bijtitel Oorlogssymfonie mee kreeg. Het werd gezien als een weergave van teleurgestelde strijders uit die Vervolgoorlog en Tweede Wereldoorlog, Finland kwam onder invloed te staan van dezelfde Sovjet-Unie waartegen het eerst streed. Het verwerken van die teleurstelling zorgde er tevens voor dat de Finse muziek de tot dan toe overheersende romantiek vaarwel zei. Een tweede symfonie volgde vlot. Englund zette daarmee de traditie voort, die met de plotselinge stop van symfonieën van Jean Sibelius was ontstaan. In 1949 mocht Englund enige tijd studeren bij de Amerikaanse componist Aaron Copland, maar die vond dat hij Englund nog maar weinig kon bijbrengen. Englund pakte echter de gelegenheid aan om jazz te spelen met Leonard Bernstein. Ondertussen stroomden de composities vlot uit zijn hand, meestal in de klassieke genre als symfonie, concerto met uitstapjes naar gelegenheidsmuziek. Zijn filmmuziek voor Valkoinen peura (Het witte rendier) van Erik Blomberg leverde hem een Jussi op. Ook zijn toneelmuziek voor De Chinese Muur van Max Frisch werden enigszins bekend. Hij schreef in het idioom van neoclassicisme, dat in de jaren vijftig in Finland het moest afleggen tegen de dodecafonie. Englunds wil om te componeren viel mede daardoor stil; hij schreef echter wel over muziek in het Zweedstalige Hufvudstadsbladet. Hij begon in 1958 les te geven aan de Sibeliusacademie (hij zou pas in 1982 stoppen). Ook trad hij samen met zijn tweede vrouw op als cabaretduo. 
Hij doorbrak de componeerstilte met zijn Symfonie nr. 3 uit 1971. Er zouden er nog vier volgen. Zijn laatste werk was zijn klarinetconcert uit 1991. Hij was toen al een tijdje hartpatiënt, een infarct legde zijn leven stil. Aanvullende ziektes zoals nierfalen overheersten zijn leven tot aan zijn dood. 
Hij publiceerde zijn memoires I skuggan av Sibelius (in de schaduw van Sibelius) in 1997. Hij vond dat hij als Zweeds sprekende nooit als echte Finse componist werd beschouwd. In zijn muziek zijn invloeden van Dmitri Sjostakovitsj te beluisteren.

## Werklijst
Een X achter het werk geeft aan dat er in maart 2018 een opnamen te verkrijgen is.
- 1935: Humoresque (voor piano solo)X
- 1941: Pianokwintet (voor twee violen, altviool, cello en piano)X
- 1946: Symfonie nr. 1 (voor orkest)X
- 1947: Symfonie nr. 2  (voor orkest)X
- 1947: Epinikia (voor groot symfonieorkest)X
- 1949: Kiinan muuri (een versie voor harmonieorkest en een versie voor symfonieorkest)
- 1950: Introduzione e toccata (voor piano solo)X
- 1951: Valse Uralia (voor orkest)
- 1952: Omena putoaa (filmmuziek)
- 1952: Kaikkien naisten monni (filmmuziek)
- 1952: …ja Helena soittaa (filmmuziek)
- 1952: Yhden yön hinta (filmmuziek)
- 1952: Valkoinen peura (voor orkest, filmmuziek)X
- 1953: Kultaa ja kunniaa (filmmuziek)
- 1954: Celloconcert (voor cello en orkest)
- 1954: Neljä tanssi-impressiota (voor orkest)(neljä betekent 4)
- 1954: Näkemiin Helena (filmmuziek)
- 1954: Muistojen kisakesä 1952 (filmmuziek)
- 1955: Rakkaus kahleissa (filmmuziek)
- 1955: Pianoconcert nr. 1 (voor piano en orkest)X
- 1955: Prelude (voor piano solo)X
- 1956: Ratkaisun päivät (filmmuziek)
- 1956: Jokin ihmisessä (filmmuziek)
- 1957: The Stranger (filmmuziek)
- 1957: Ingen morgondag (filmmuziek)
- 1958: Verta käsissämme (filmmuziek)
- 1958: Asessorin naishuolet (filmmuziek)
- 1958: Äidittömät (filmmuziek)
- 1959: Odysseus (voor orkest, toneelmuziek)(hieruit ook een suite)
- 1962: Pojat (filmmuziek)
- 1962: Preludes to Ecstasy (filmmuziek)
- 1963: Ett fat amontillado (filmmuziek)
- 1965: Sinuhe (voor kamerorkest, toneelmuziek; een versie voor piano dateert uit 1953)
- 1966; Sonatine nr. 1 voor piano (voor piano solo)X
- 1967: Prelude (voor piano solo)
- 1969: Chaconne (voor gemengd koor, trombone en contrabas)
- 1970: Introduzione e capriccio (voor viool en piano)
- 1971: Symfonie nr. 3 (voor orkest)X
- 1971: Passacaglia (voor orgel solo)
- 1974; Pianoconcert nr. 2 (voor piano en orkest)X
- 1975: Hymnus sepulcralis (voor gemengd koor)
- 1971: Symfonie nr. 4 (voor strijkorkest en percussie)X
- 1976: Marche funebre (voor orgel solo)
- 1976: Panorama (voor trombone solo)X
- 1971: Symfonie nr. 5 (voor orkest)X
- 1978: Divertimento Upsaliensis (voor kamerorkest)
- 1978: Pianosonate nr. 1 (voor piano solo; een nr. 2 is niet bekend)X
- 1979; Arioso interrotto (voor viool solo)
- 1979: Niggern skriker (voor zangstem en piano)
- 1979: Serenata elegiaco (voor viool solo)
- 1979: Sonate voor viool en piano (voor viool en piano)X
- 1980: De profundis (voor koperensemble)
- 1980: Valvokaa (voor gemengd koor)
- 1981: Concert voor twaalf celli (voor twaalf celli)
- 1981: Vioolconcert (voor viool en kamerorkest)X
- 1982: Sonate voor cello en piano (voor cello en piano)
- 1982: Pianotrio (voor viool, cello en piano)
- 1983: Merkkituli (voor mannenkoor)
- 1983: Pavane e toccata (voor piano solo, opgedragen aan kat Bianca)X
- 1983: Pavana (voor viool en piano)
- 1983: Serenade (voor strijkorkest)X
- 1984: Symfonie nr. 6 (voor gemengd koor en orkest)X
- 1984; Sonatine nr. 2 voor piano (voor piano solo)X
- 1985: Fluitconcert (voor fluit en orkest)
- 1985: Strijkkwartet (voor twee violen, altviool en cello)X
- 1986: Juhlasoitto 1917 (voor orkest)
- 1986: Suite voor cello (voor cello solo)
- 1986: Lahti-fanfaari (voor koperensemble)
- 1986: preludium en fughetta (voor piano solo)
- 1987; Intermezzo (voor hobo solo)
- 1987: Odéion (voor orkest)
- 1988: Opening brass (voor koperensemble)
- 1988: Symfonie nr. 7 (voor orkest)X
- 1989: Blaaskwintet (voor blaaskwintet)
- 1990: Ciacona, Hommage aan Sibelius (voor orkest)
- 1990: Vivat academie (voor kopenensemble)
- 1991: Klarinetconcert (voor klarinet en orkest)X
- Desillusion (voor orkest)
- En barnslig fråga (voor zangstem en piano)
- En gåta (voor zangstem en piano)
- Fablen om olle ich åsnan (voor zangstem en piano)
- Fast jag bara var en narr (voor zangstem en piano)
- Föräldradrömmar (voor zangstem en piano)
- Horemhebin sotatanssi (voor kamerorkest)
- Jag har tappat mitt hjärtas nycklar (voor zangstem en piano)
- Menninkäinen (voor piano solo)X
- Min första ring (voor zangstem en piano)
- Mitä kanat kertovat (voor piano)X
- Musiikkia elokuvaan pojat (voor orkest)
- Oopera-fanafaari (voor strijkorkest)
- Romanssi (voor kamerorkest)
- Scherzino (voor piano solo)X
- Tistel och lavendel (voor zangstem en piano)
- Visan om Helsingfors (voor zangstem en piano)
- Vi vet aldrig (voor zangstem en piano)
- Kleine toccata (voor piano)X
- Sicilienne (voor piano solo)X
- De Chinese muur (voor orkest)X

- Biblioteca Nacional de España: XX5249701
- Bibliothèque nationale de France: cb13893671q (data)
- Gemeinsame Normdatei: 120889668
- International Standard Name Identifier: 0000 0001 1085 2619
- Library of Congress Control Number: n82149132
- Nationale Bibliotheek van Letland: 000182855
- MusicBrainz: 34a53c8c-0a7a-4a2e-9bdc-277a9f0f7dfa
- Nationale Bibliotheek van Tsjechië: xx0158293
- Nationale Bibliotheek van Israël: 987007323119105171
- Nederlandse Thesaurus van Auteursnamen: 096415460
- LIBRIS: 209495
- Système universitaire de documentation: 224204181
- Virtual International Authority File: 115861484
- WorldCat: E39PBJfcRb7GFwg6b9h3JC3JDq